# Oxalate oxydase
L'oxalate oxydase est une oxydoréductase qui catalyse la réaction :
oxalate + O2 + 2 H+  {\displaystyle \rightleftharpoons }  2 CO2 + H2O2.
Cette enzyme intervient notamment dans le métabolisme du glyoxylate chez certaines cyanobactéries. Il ne s'agit pas d'une flavoprotéine, contrairement à ce qu'on avait pensé de prime abord.